# Luchthaven Tchibanga
Luchthaven Tchibanga (IATA: TCH, ICAO: FOOT) is een luchthaven in Tchibanga, Gabon.
Er wordt alleen op Libreville gevlogen.